# Vörösesbarna haranggomba
A vörösesbarna haranggomba (Conocybe arrhenii) a kérészgombafélék családjába tartozó, Európában honos, erdőkben, réteken, kertekben élő, nem ehető gombafaj. 

## Megjelenése
A vörösesbarna haranggomba kalapja 2-4 (6) cm széles, alakja domború vagy harangszerű, közepén széles púppal. Széle röviden bordázott lehet. Színe okkersárgás-barnás, sárgásbarna, rozsdabarna, fahéjbarna; a közepe sötétebb. Szárazon kifakul (higrofán).  
Húsa vékony, rostos; színe halvány okkersárga. Szaga nem jellegzetes vagy gombaszerű; íze dohos, földes, enyhén avas. 
Lemezei keskenyen tönkhöz nőttek, sok a rövid féllemez. Színük sárgás, szürkésokkeres, szürkésbarna, idősen barnásokkeres. 
Tönkje 1-4 (5) cm magas és 1-2 (3) mm vastag. Tövénél kissé megvastagodott. Felszíne deres-pikkelykés. Színe fehéres, halvány okkersárga, a kalapnál halványabb; idősen narancsbarna vagy sötétbarna. Gallérja keskeny, kiálló, hártyás; színe fehéres vagy halvány okkersárga; idővel lekopik.  
Spórapora sárgásbarna, rozsdabarna. Spórája keskeny ellipszis vagy majdnem henger alakú, vastag falú, mérete 6,2-10 x 3,7-5,6 µm. 

### Hasonló fajok
A tavaszi tőkegombácska, a koronás tőkegombácska, esetleg a fenyves sisakgomba hasonlíthat hozzá.  

## Elterjedése és termőhelye
Európában honos. 
Lombos erdőkben, parkokban, réteken, kertekben található meg. Tavasztól őszig terem. 
Nem ehető. Egyes források szerint mérgező. 

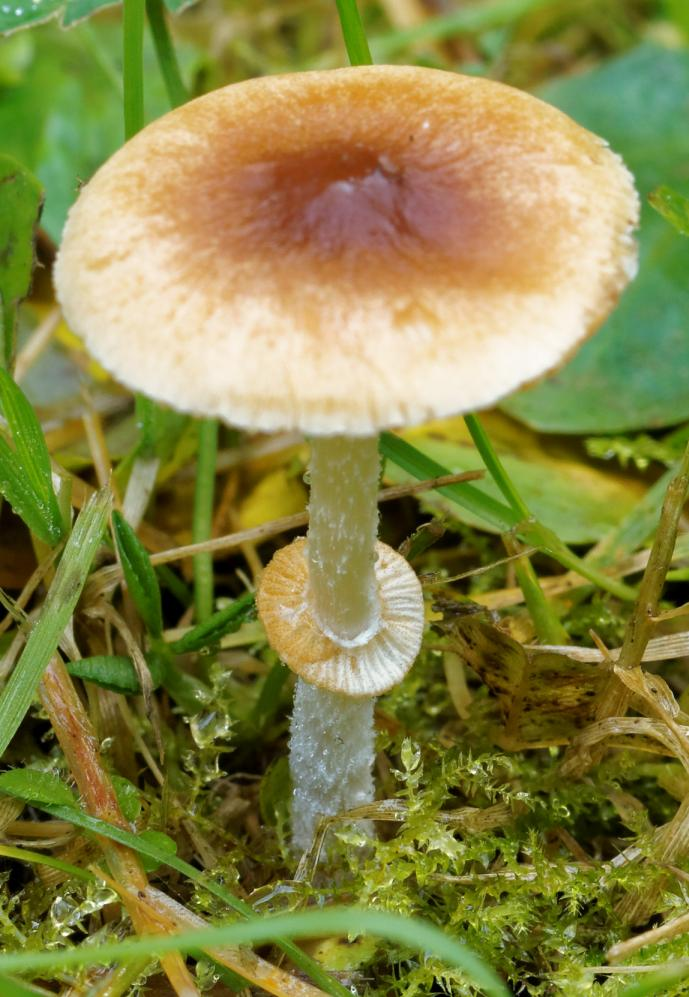
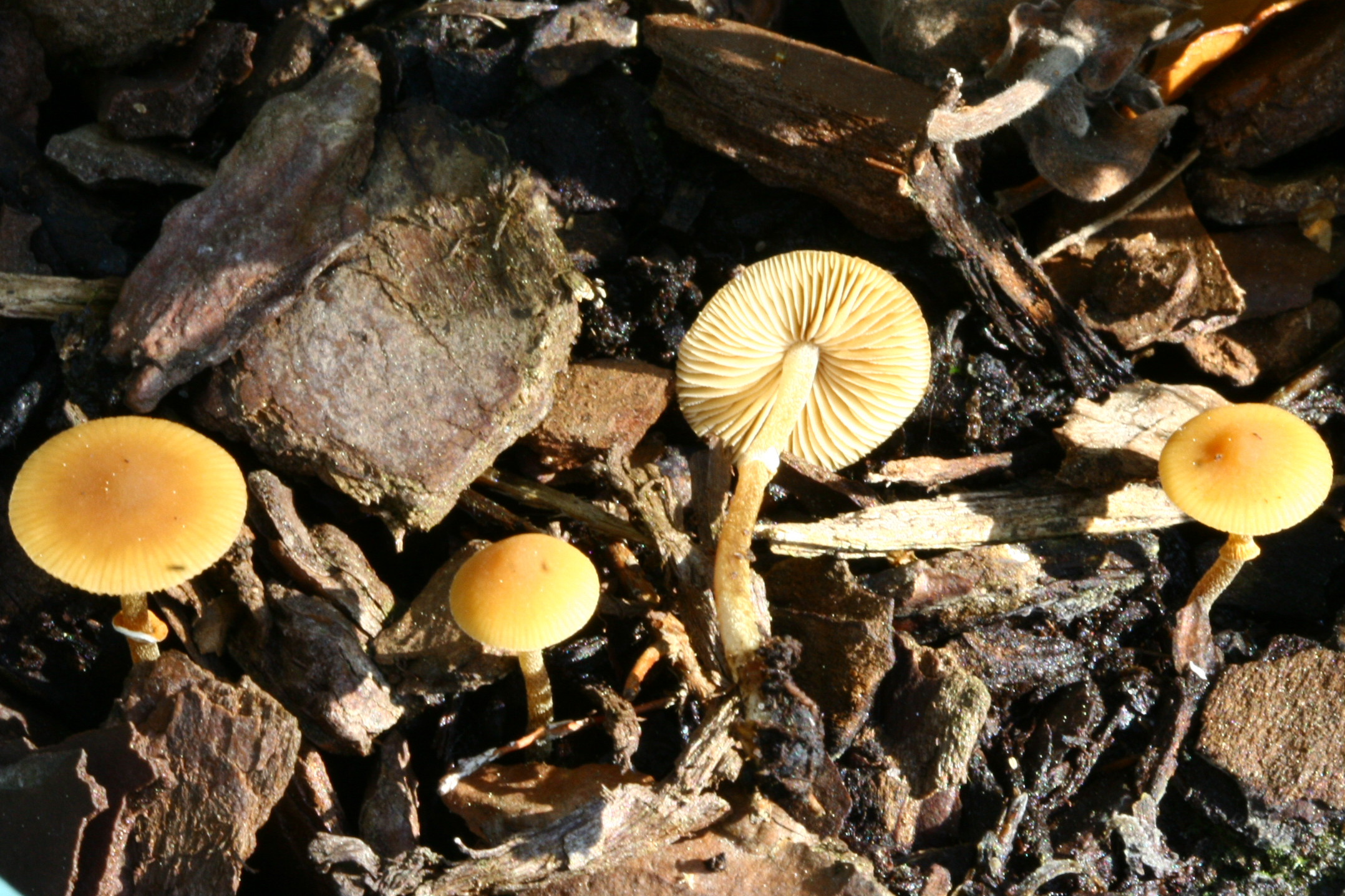